# ROF Mk 8
Il cannone ROF Mk 8 è un moderno pezzo d'artiglieria di medio calibro, a doppio ruolo, progettato per la Royal Navy in sostituzione del vecchio Mk 6 binato. Esso deriva dal cannone ROF (Royal Ordnance Factory) d'artiglieria terrestre, da 105mm.
Ha una lunga canna calibro 114 mm (4,5 pollici), ed un sistema di carica automatico sotto il ponte. La cupola è in vetroresina. Il confronto con il precedente e più pesante Mk 6 vede la gittata di 23 km contro 16, la cadenza di 25 colpi contro 30 (ma è un impianto binato) e la presenza di una direzione del tiro radar, come con l'RTN-10 Orion.
È un'arma innanzitutto leggera e poco esigente in termini di spazio, così non ha un gran numero di colpi pronti al fuoco, non ha una cadenza superiore a 25 colpi al minuto e ha anche una elevazione non tanto grande per un'arma contraerea. Esso è simile quindi al cannone Mk 45 statunitense, più o meno coevo, ed è entrato in servizio negli anni '70 con le fregate Type 21 e altre navi, tra cui le Type 22 lotto 3. Alle Falklands esso è entrato in azione assieme al suo progenitore terrestre. Dimostrandosi un'arma valida nel tiro controcosta, grazie anche alla lunga gittata, ed anche una buona arma contraerea, con almeno un successo, un A-4, l'unico abbattuto da cannoni antiaerei del conflitto, e forse addirittura un secondo aereo e un missile Exocet, il tutto ottenuto il 30 maggio, ma nel tentativo di difendersi l'HMS Ardent (F184) sparò inutilmente 180 colpi il 21 maggio. La tecnica del cannone vede proiettili di vario genere, tra cui contenitori di chaff, e proiettili illuminanti, ma anche i soliti proiettili HE, con spoletta per funzionamento in varie modalità: prossimità a corto raggio, prossimità a lungo raggio, antinave. Nel tiro contraereo i proiettili da 23 kg si frammentano in oltre 3000 schegge.
Il cannone è stato esportato in numerose nazioni, sia come parte di navi ex-inglesi che come arma per navi di nuova costruzione.